# Zlepek
Zlépek (angleško spline, pogovorno splajn) je v matematičnem področju numerične analize posebna krivulja, ki je določena deloma s polinomi. Angleški izraz spline izhaja iz prilagodljive naprave, ki so jo uporabljali ladjedelci in načrtovalci za risanje gladkih oblik.
Pri interpolacijskih problemih je interpolacija z zlepki mnogokrat boljša izbira v primerjavi s polinomsko interpolacijo, ker daje enakovredne rezultate tudi pri uporabi polinomov nižjih stopenj in se izogne nestabilnosti zaradi Rungejevega pojava.
Pri prilagajanju krivulj se zlepki uporabljajo za aproksimacijo zapletenih oblik. Zaradi preprostosti predstavitve in enostavnega izračunavanja zapletenih zlepkov se zlepki veliko uporabljajo v računalništvu in še posebej v računalniški grafiki.